# Nans Ducuing
Pour les articles homonymes, voir Ducuing.

a Compétitions nationales et continentales officielles uniquement.

b Matchs officiels uniquement.
Dernière mise à jour le 30 juin 2025.
Nans Ducuing, né le 6 novembre 1991 à Tarbes (Hautes-Pyrénées), est un joueur international français de rugby à XV jouant au poste d'arrière ou d'ailier.

## Biographie
Après avoir connu ses premiers émois sportifs sur des skis (ski alpin) dans son village d'origine à Saint-Lary-Soulan, Nans Ducuing intègre le CO Saint-Lary-Soulan à l'âge de 15 ans.
Débarqué en 2013 au centre de formation de l'USAP, Nans Ducuing a intégré le groupe professionnel dès la saison suivante. En Pro D2, il étale ses qualités de vitesse et sa vision du jeu ce qui lui permet d'être repéré par les grands clubs du Top 14.
En 2015, il rejoint ainsi l'Union Bordeaux Bègles et ne tarde pas à s'imposer à l'arrière. Après avoir prolongé une première fois au club jusqu'en 2019, il signe un nouveau contrat, dans le courant de l'année 2018, le liant à l'UBB jusqu'en 2021. En 2020, il prolonge une nouvelle fois avec le club pour 3 ans, soit jusqu'en 2024.
En juin 2017, il est convoqué dans le groupe de l'équipe de France pour participer à la tournée en Afrique du Sud. L'encadrement du XV de France l'intègre dans la liste Élite des joueurs protégés par la convention FFR/LNR pour la saison 2017-2018. Il obtient sa première sélection le 11 juin 2017 contre l'équipe d'Afrique du Sud. Il est rappelé pour les tests de novembre 2017 durant lesquels il affronte la Nouvelle-Zélande et l'Afrique du Sud au poste d'arrière.
En juin 2022, il participe à la tournée des Barbarians français aux États-Unis pour affronter la sélection américaine le 1er juillet 2022 à Houston. Les Baa-baas s'inclinent 26 à 21.
Lors d'une vidéo humoristique postée sur ces réseaux sociaux le 21 janvier 2025, le joueur annonce arrêter sa carrière à la fin de la saison 2024-2025, tout en étant accompagné de son président Laurent Marti et du sélectionneur du XV de France Fabien Galthié. 

## Palmarès
- Finaliste du Championnat de France en 2024 et en 2025 avec l'Union Bordeaux Bègles.

## Statistiques en équipe nationale
Nans Ducuing compte 4 sélections en équipe de France, toutes obtenues en 2017.
| Année | Compétition | Matchs | Points | Essais |
| ----- | ----------- | ------ | ------ | ------ |
| 2017  | Test matchs | 4      | -      | -      |
| Total | Total       | 4      | 0      | 0      |

## Autres activités
Nans Ducuing est également actif sur les réseaux sociaux sur lesquels il publie des vidéos comiques où il se met en scène. Il a notamment dédié une reprise de la chanson Le Chasseur de Michel Delpech pour l'anniversaire de son coéquipier Clément Maynadier où il s'est improvisé vendeur de voiture et père de famille dans un sketch regroupant Alexandre Roumat, Peni Ravai, Jean-Baptiste Dubié, Semi Radradra et Santiago Cordero.
Il apparait dans le rôle d'un arbitre dans le film Pour l'honneur de Philippe Guillard en 2023, en compagnie d'autres joueurs de rugby français de renom.